# Tshopo (province)
Pour les articles homonymes, voir Tshopo.

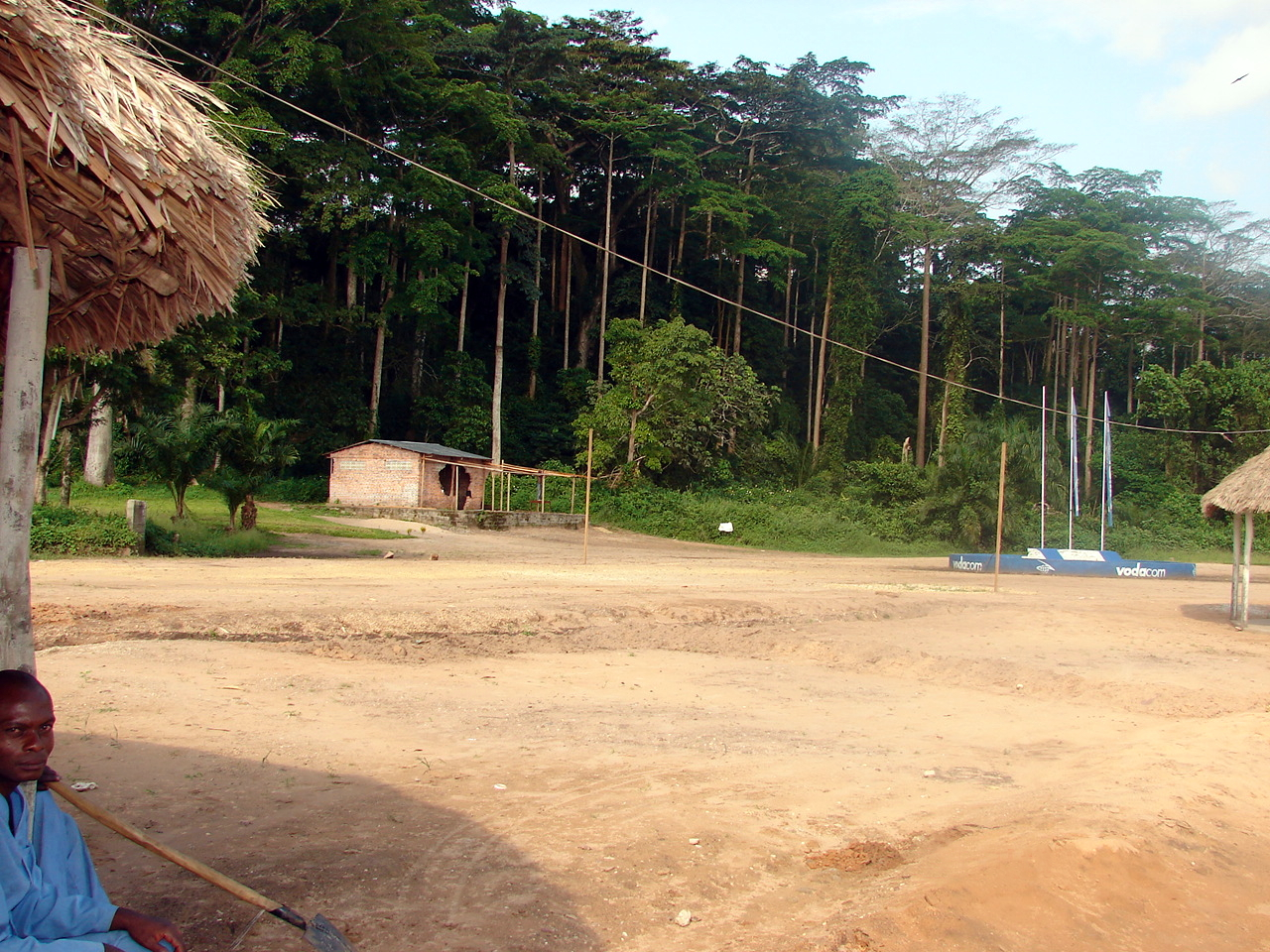
Village à côté de la plage de Tshopo

La province de la Tshopo est depuis 2015 l'une des 26 provinces que compte la république démocratique du Congo à la suite de l'éclatement de la Province orientale.
La province de la Tshopo est divisée en huit territoires. Son chef lieu est la ville de Kisangani.

## Géographie
Située au centre de la partie la plus septentrionale du pays, elle est limitrophe de 8 provinces congolaises.
| Mongala | Bas-Uele | Haut-Uele |
| Tshuapa | Tshopo   | Ituri     |
| Sankuru | Maniema  | Nord-Kivu |

### Hydrographie
La province de la Tshopo a une hydrographie  d'environ 19 335 km², entouré par le bassin versant de la Maïko au sud, celui de la Lindi au nord et par la vallée du fleuve Congo au sud-ouest, en direction de la ville de Kisangani. Elle regorge les cours d'eau tels que:
- Rivière Lindi
- Rivière Tshopo
- Rivière Arwimi
- Rivière Maïko
- Fleuve Congo
- Rivière Djubu-Djubu.

## Histoire

### Chronologie
1959
- 29 octobre : répression sanglante à Kisangani dans la commune Mangobo à la suite d'une interruption brutale d'une réunion des militants du Mouvement national congolais (MNC) tenue au Cercle d’État.

1960
- 17 juin : Jean-Pierre Finant devient premier gouverneur de la Province orientale

1961
- 15 février : dix parlementaires sont sauvagement abattus à la prison d'Osio alors qu'ils tentaient de persuader la population à s'opposer au Gouvernement Gizenga

1964
- 24 novembre : mort de plusieurs dizaines de milliers des ressortissants de la Tshopo pendant les combats de l'opération Ommegang. Cette opération est lancée par l'armée nationale congolaise avec l'appui de la Belgique et des États-Unis pour libérer les otages de la ville de Kisangani (Stanleyville).

## Démographie
La province de Tshopo est la province la plus peuplée de la RDC après Nord-Kivu, parlant différentes langues même si on peut parler de langues dominantes. Il y a des peuples dominants tels que les Lokele et les Topoke dont les langues se sont répandues (langues véhiculaires) à la suite du commerce ou de leur expansion géographique dans la province de Tshopo et les districts voisins, mais aussi les Nande (Yira) venus du Nord-Kivu pour des fins économiques. 
Les tribus ou ethnies présente dans le Tshopo sont les suivantes :
- Lokele[3]
- Topoke[4]
- Nande (Yira)
- Turumbo
- Soko
- Enya
- Ngelema
- Bali
- Bamanga
- Lengola
- Mituku
- Mbole

## Administration
La province est constituée de la ville de Kisangani et de 7 territoires : 
| CD       | Province de la Tshopo    | Province de la Tshopo | Province de la Tshopo | Province de la Tshopo |
| Code INS | Subdivision              | Chef-lieu             | Superficie (km²)      | Population            |
| -------- | ------------------------ | --------------------- | --------------------- | --------------------- |
| 5010     | Ville de Kisangani       | Kisangani             | 1 910                 | 1 602 144             |
| 5022     | Territoire de Bafwasende | Bafwasende            | 48 818                |                       |
| 5021     | Territoire de Banalia    | Banalia               | 23 631                |                       |
| 5027     | Territoire de Basoko     | Basoko                | 22 677                |                       |
| 5025     | Territoire d'Isangi      | Isangi                | 13 769                |                       |
| 5024     | Territoire d'Opala       | Opala                 | 26 453                |                       |
| 5023     | Territoire d'Ubundu      | Ubundu                | 41 537                |                       |
| 5026     | Territoire d'Yahuma      | Yahuma                | 21 482                |                       |

## Population

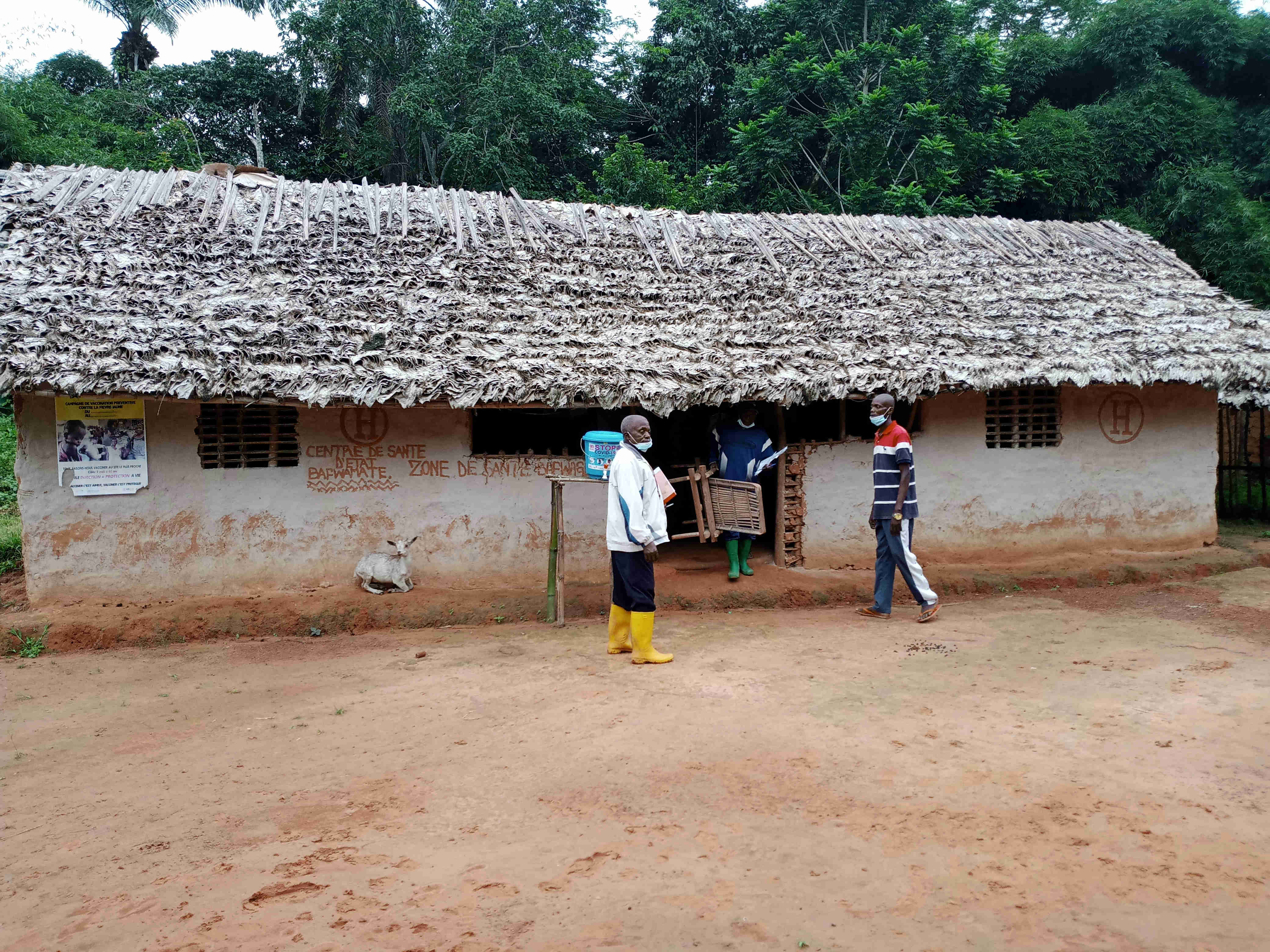
Centre de santé de Bafwamane.

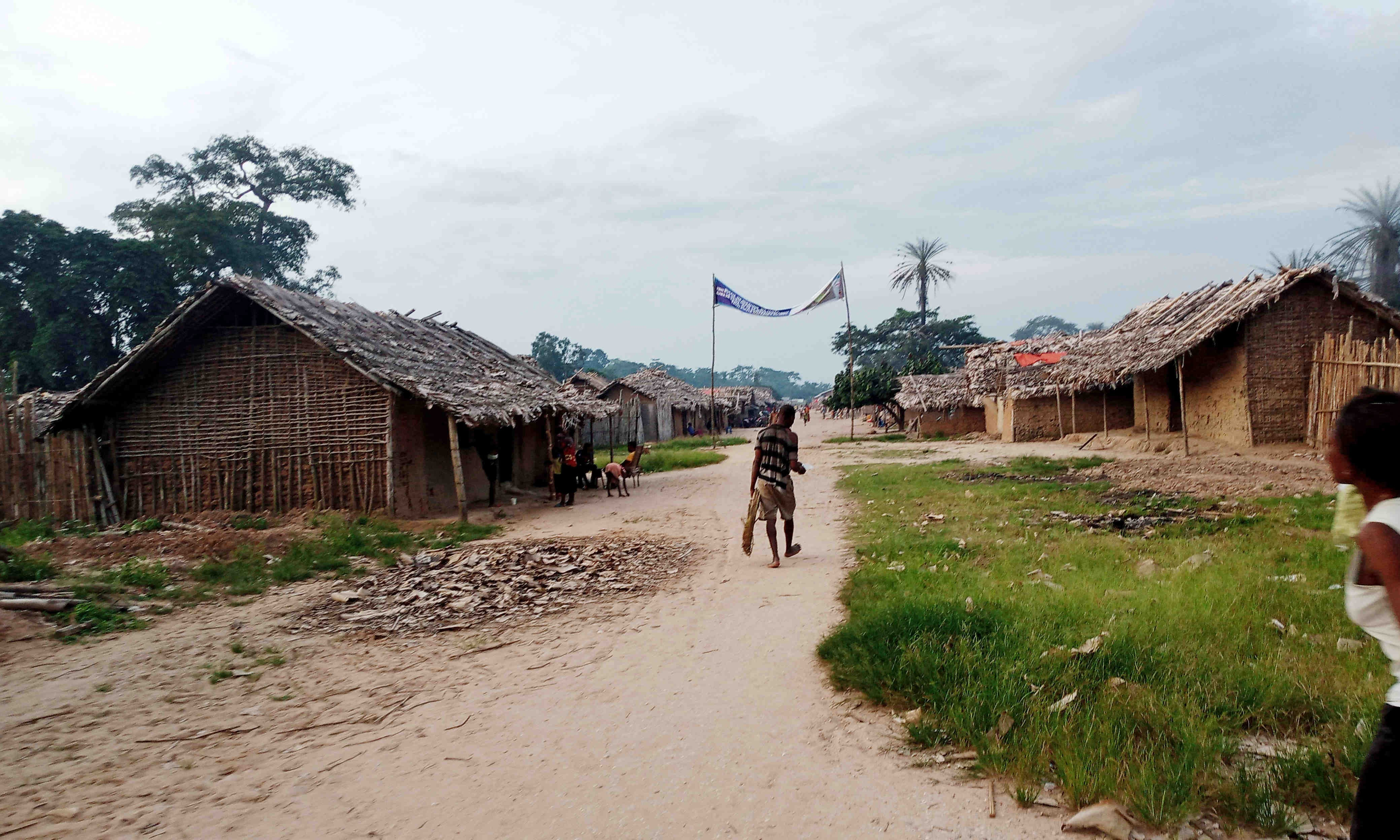
Habitations à l'entrée de Bomili.